# ايككول (بيدفوردشير)
ايككول (بالإنجليزية: Ickwell)‏ هي قرية تقع في المملكة المتحدة في شرق انجلترا.